# Qinzhou
Qinzhou (chiń. 钦州; pinyin Qīnzhōu) – miasto o statusie prefektury miejskiej w południowych Chinach, w regionie autonomicznym Kuangsi. W 2010 roku liczba mieszkańców miasta wynosiła 104 940. Prefektura miejska w 1999 roku liczyła 3 147 958 mieszkańców.